# Riodina lysias
Riodina lysias är en fjärilsart som beskrevs av Hans Ferdinand Emil Julius Stichel 1910. Riodina lysias ingår i släktet Riodina och familjen Riodinidae. Inga underarter finns listade.